# Crocidura monticola
Crocidura monticola là một loài động vật có vú trong họ Chuột chù, bộ Soricomorpha. Loài này được Peters mô tả năm 1870.